# Бишня
Бишня́ (тат. Бишнә) — село в Зеленодольском районе Республики Татарстан, административный центр Бишнинского сельского поселения.

## География
Село находится в верховье реки Сумки, в 31 км к северо-востоку от районного центра — города Зеленодольска, в 11 км к северу от города Казани.

## История
Село известно с периода Казанского ханства. 
В XVIII — первой половине XIX веков жители относились к категории государственных крестьян (из ясачных татар). Занимались земледелием, разведением скота. 
Приход возник не позднее первой половины XVIII века. В 1846 году была построена новая мечеть; сгорела в 1908 году, в 1909 году была построена вновь.
В «Списке населенных мест по сведениям 1859 года», изданном в 1866 году, населённый пункт упомянут как казённая деревня Бишня 3-го стана Казанского уезда Казанской губернии. Располагалась при безымянном ключе, на почтовом тракте из Казани в Царёвококшайск, в 25 верстах от губернского города Казани и в 30 верстах от становой квартиры в казённой деревне Верхние Верески. В деревне в 40 дворах жили 309 человек (140 мужчин и 169 женщин). Были мечеть и почтовая станция.
В начале XX века в селе функционировали мечеть, мектеб, 2 ветряные мельницы, 2 мелочные лавки. В этот период земельный надел сельской общины составлял 994,7 десятины. 
До 1920 года село входило в Ковалинскую волость Казанского уезда Казанской губернии. С 1920 года в составе Арского кантона ТАССР. С 10 августа 1930 года в Дубъязском, с 4 августа 1938 года в Юдинском, с 16 июля 1958 года в Зеленодольском районах.
В 1932 году в селе был организован колхоз. С 1957 года село в составе птицеводческого совхоза, с 1965 года – овощеводческого совхоза. С 1972 года в селе располагалась центральная усадьба выделившегося самостоятельного совхоза (с 1994 года коллективное предприятие «Бишнинский», с 2000 года общество с ограниченной ответственностью «Бишня-Синтез»). С 2004 года село в составе общества с ограниченной ответственностью сельскохозяйственного предприятия «Колос-Синтез», с 2011 года – общества с ограниченной ответственностью «Агрофирма «Золотой Колос», с 2012 года – общества с ограниченной ответственностью «АПК «Заволжье» акционерного общества «Холдинговая компания «Ак Барс» (полеводство, молочное скотоводство).

## Население
| 1782 | 1859 | 1897 | 1908 | 1920 | 1926 | 1938 | 1949 | 1958 | 1970 | 1979 | 1989 | 2000 | 2010 | 2017 |
| ---- | ---- | ---- | ---- | ---- | ---- | ---- | ---- | ---- | ---- | ---- | ---- | ---- | ---- | ---- |
| 65   | 309  | 427  | 462  | 531  | 563  | 390  | 244  | 253  | 301  | 418  | 661  | 676  | 643  | 599  |

Национальный состав села — татары.

## Экономика
Жители занимаются полеводством, молочным скотоводством.

## Инфраструктура
В селе функционируют неполная средняя школа (с 1930 г. как начальная), детский сад (с 2012 г. филиал школы), дом культуры, библиотека, фельдшерско-акушерский пункт, спортивная площадка (с 2016 г.). 

## Религия
Мечеть  (с 1995 г.).

## Известные люди
Р. Г. Шагеева (р. 1945) – поэтесса, переводчица, искусствовед, музейный работник, заслуженный деятель искусств РТ.